# Коулз, Уильям
Уильям (Билл) Коулз (англ. William "Bill" Coales; 8 января 1886, Олдвинкл — 19 января 1960, Садбери, Суффолк) — британский легкоатлет, специализировавшийся в беге на средние дистанции и по пересечённой местности. Чемпион летних Олимпийских игр 1908.

## Биография
В 1908 году стал чемпионом Мидленда по легкоатлетическому кроссу и вторым вслед за Артуром Робертсоном на чемпионате страны, однако на Кроссе Наций того года занял лишь 22-е место. Перед Олимпийскими играми он стал также чемпионом Мидленда в беге на 10 миль и пятым на национальном чемпионате.
На Играх 1908 в Лондоне Коулз участвовал в двух дисциплинах. Вместе со своей командной он стал чемпионом в командной гонке на 3 мили. В предварительном забеге 14 июля все четыре британца (также Джозеф Дикин, Артур Робертсон и Гарольд Уилсон) финишировали, взявшись за руки, и показали тем самым одинаковый результат — 15.05,6. В финальном забеге 15 июля первые три места также остались за представителями Великобритании, а Билл показал третье время — 14.41,6.
Вечером 15 июля Коулз участвовал в предварительном забеге личного первенства Игр на дистанции в 5 миль, но сошёл после четырёх миль.
На Кроссе Наций 1909 года стал четвёртым в личном первенстве и чемпионом в командном зачёте.